# 悠遊旅倶楽部
悠遊旅倶楽部（ゆうゆうたびくらぶ）とは、かつて北海道旅客鉄道（JR北海道）内全線できっぷの運賃・料金の割引が受けられた会員組織。

## 概説
JR北海道の運賃・料金が30％割引になるほか、北海道内39箇所の旅館・ホテルに会員特別料金にて宿泊できる特典があり、割引対象の旅館・ホテルは会報誌であるジェイアール「ライズ」に案内がある。他には北海道内の駅レンタカーを会員特別料金で利用でき、ユースホステルを会員料金で利用できるといった特典などもある。
なお、JR北海道管内でジパング倶楽部に入会した場合は、自動的に悠遊旅倶楽部にもなる。ジパング倶楽部会費のみで悠遊旅倶楽部会費は不要。
2017年度末をもって廃止され、中高年向けの組織はJR東日本が展開する大人の休日倶楽部と統合された。

## 利用条件
2010年3月31日購入分まで
- JR北海道の特急・急行列車を片道・往復・連続で101km以上利用する場合に運賃が45％割引になる。また旭川～札幌～東室蘭間で特急・急行列車を利用する場合に限り、特急・急行料金も45％割引になる。
- JR北海道会社線の乗車券と特急・急行券を同時に購入しなければならない。
- 乗車券と特急・急行券を別々に利用した場合は、改めて有効な乗車券を買い求めなければならない。
- JR北海道線の間にJR北海道バス・駅レンタカーを利用する場合、前後のJR北海道線の行程は連続しているものとみなす。
- 5月3日～5日、8月13日～16日、12月29日～1月4日の期間（多客期）は利用できない。
- :ただし、2007年度から利用制限期間が固定期間制から年間変動期間制となる。

2010年4月1日購入分から
- JR北海道線（境界駅である中小国駅まで（から））片道・往復・連続で201km以上利用の場合、運賃が30％割引。（普通・快速列車のみでも利用でき、片道・往復・連続で201km以上を利用する場合、運賃が30％割引となる）
- JR北海道完結の特急料金、指定席料金、グリーン料金も30％割引。但し、普通車個室の利用と急行料金は割引にはならない。
- JR北海道以外の会社線に直通する列車（北斗星、カシオペア、トワイライトエクスプレス、はまなす等）の寝台車は運賃・料金の割引にならない。白鳥・スーパー白鳥と急行はまなす（寝台は除く）は特急・急行料金の割引にならないが、運賃は境界駅である中小国駅まで（から）割引になる。
- JR北海道線の間にJR北海道バス・駅レンタカーを利用する場合、前後のJR北海道線の行程は連続しているものとみなさないため、注意が必要。
- 利用制限期間はなく、通年使用できる。

共通事項
- 発売・変更・払戻しは北海道内の主な駅「みどりの窓口」および「旅行センター（ツインクルプラザ）」各支店でのみ取扱っている。
- 他の割引との併用はできない。
- JR北海道以外のJR各社や旅行会社および本州地区のJR北海道プラザでは一切取扱っていない。
- 割引乗車券類は、乗車前に北海道内の主な駅「みどりの窓口」および「旅行センター（ツインクルプラザ）」各支店で買い求めなければならない。列車内、到着駅、自動券売機、無人駅等では購入できない。
- 購入日・利用日ともに会員資格の有効期間内の場合にのみ割引となる。

きっぷ購入の注意事項
- 2010年4月1日-4月30日に利用するきっぷを購入する場合、利用日が同じでも、きっぷ購入日によって値段が変わる場合があるため注意が必要である。

（例）札幌市内-帯広間を2010年4月18日（通常期）に往復特急指定席利用する場合
2010年3月18日-3月31日にきっぷを購入する場合　　10260円
2010年4月1日-4月18日にきっぷを購入する場合　　9820円

## 会員資格
- 男性満60歳、女性満50歳以上。日本在住に限る。
- 会員資格は入会後1年間とし、その有効期限は入会の月から翌年の同月末日までとなる。
- 年会費は1500円で、申し込み時、縦3cm×横2.4cmの顔写真が必要。ジパング倶楽部に入会または入っている場合は「悠遊旅倶楽部」の年会費は不要。

## 備考
割引乗車券類の券面には「U割」と印字される。
悠遊旅倶楽部とほぼ同じ内容で13歳（12歳の中学生も含む）～25歳対象、JR北海道内全線できっぷの運賃・料金の割引が受けられる会員組織「YOUNG GOGO CLUB」があり、年会費は13歳～17歳は500円、18歳～25歳は1000円となっていた。但し、旅館・ホテルに会員特別料金にて宿泊できる特典はない。
Rきっぷ・Sきっぷが5%割引で購入でき、有効期間が6日間から10日間に延長になる「Rail mate」があるが、旅館・ホテルに会員特別料金にて宿泊できる特典や会報誌はない。2009年3月31日で新規募集を停止、2010年3月31日で廃止された。
2010年4月1日から「悠遊旅倶楽部会員限定スーパー往復きっぷ」が発売される。設定区間は東室蘭・室蘭-札幌、苫小牧-札幌、札幌-美唄、札幌-砂川、札幌-滝川、札幌-深川、札幌-旭川、旭川-遠軽は普通車自由席（東室蘭・室蘭-札幌と苫小牧-札幌については「急行はまなす」の利用はできない）利用できる。札幌市内-遠軽・北見・美幌・網走の各区間は普通車指定席とグリーン席が利用できる。